# Monleón
Monleón település Spanyolországban, Salamanca tartományban. Monleón El Tornadizo, Linares de Riofrío, Herguijuela del Campo és Endrinal községekkel határos. Lakosainak száma 85 fő (2024).

## Népesség
A település népessége az elmúlt években az alábbi módon változott:
| Lakosok száma | 131  | 120  | 113  | 107  | 107  | 92   | 93   | 93   | 94   | 85   |
|               | 2001 | 2004 | 2007 | 2009 | 2012 | 2014 | 2017 | 2019 | 2022 | 2024 |